# Виларелью-да-Рая
Виларе́лью-да-Ра́я (порт. Vilarelho da Raia)  —  населённый пункт и район в Португалии,  входит в округ Вила-Реал. Является составной частью муниципалитета  Шавеш. По старому административному делению входил в провинцию Траз-уш-Монтиш и Алту-Дору. Входит в экономико-статистический  субрегион Алту-Траз-уш-Монтиш, который входит в Северный регион. Население составляет 619 человек на 2001 год. Занимает площадь 17,75 км².
Покровителем района считается Иаков Зеведеев (порт. São Tiago).